# ホッブズ (小惑星)
ホッブズ (7012 Hobbes) は小惑星帯に位置する小惑星。ベルギーの天文学者エリック・ヴァルター・エルストが南アメリカのヨーロッパ南天天文台で発見した。
17世紀イングランドの哲学者、トマス・ホッブズから命名された。